# Sobótka (skała)

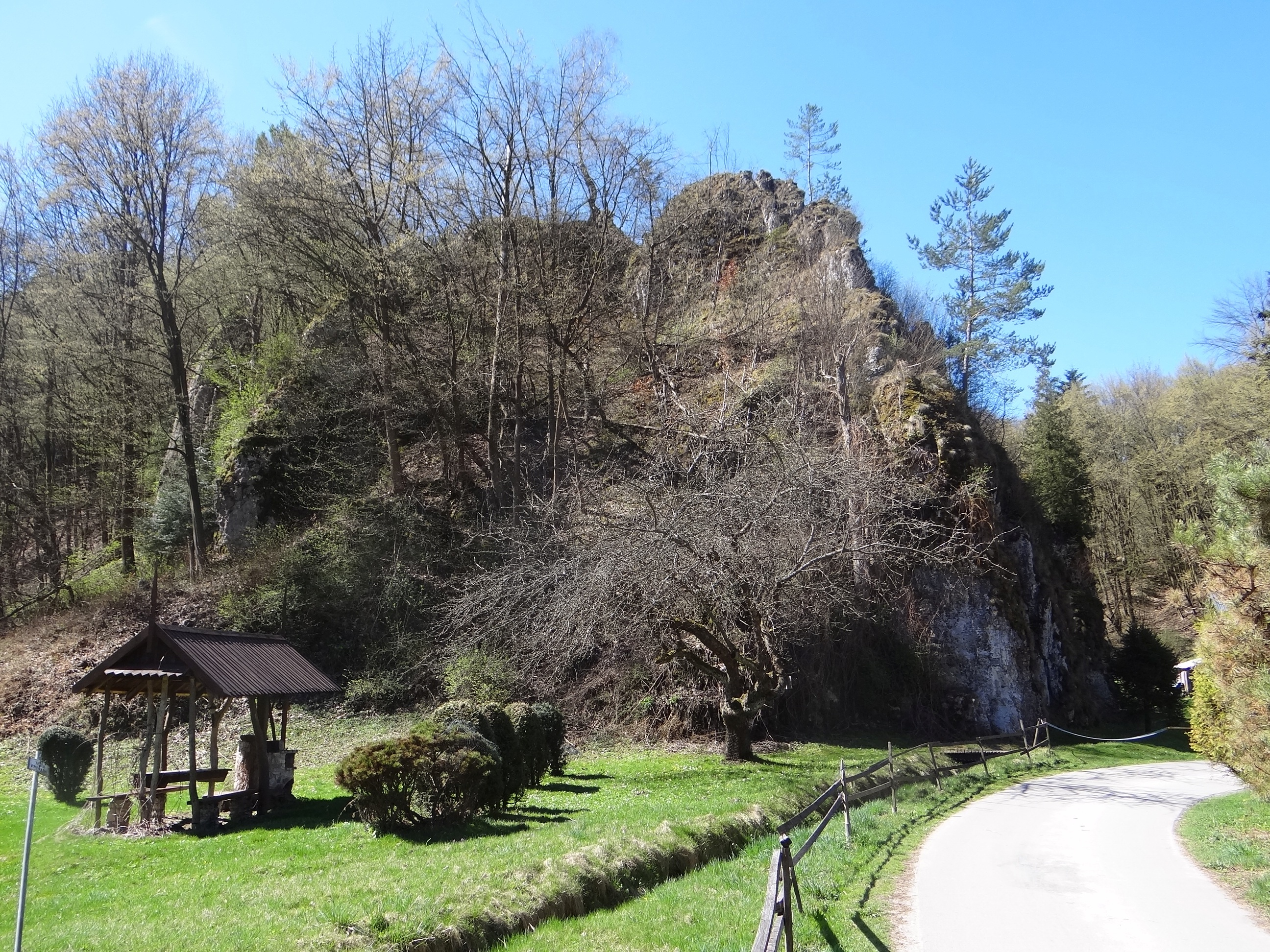
Sobótka, widok od wschodu

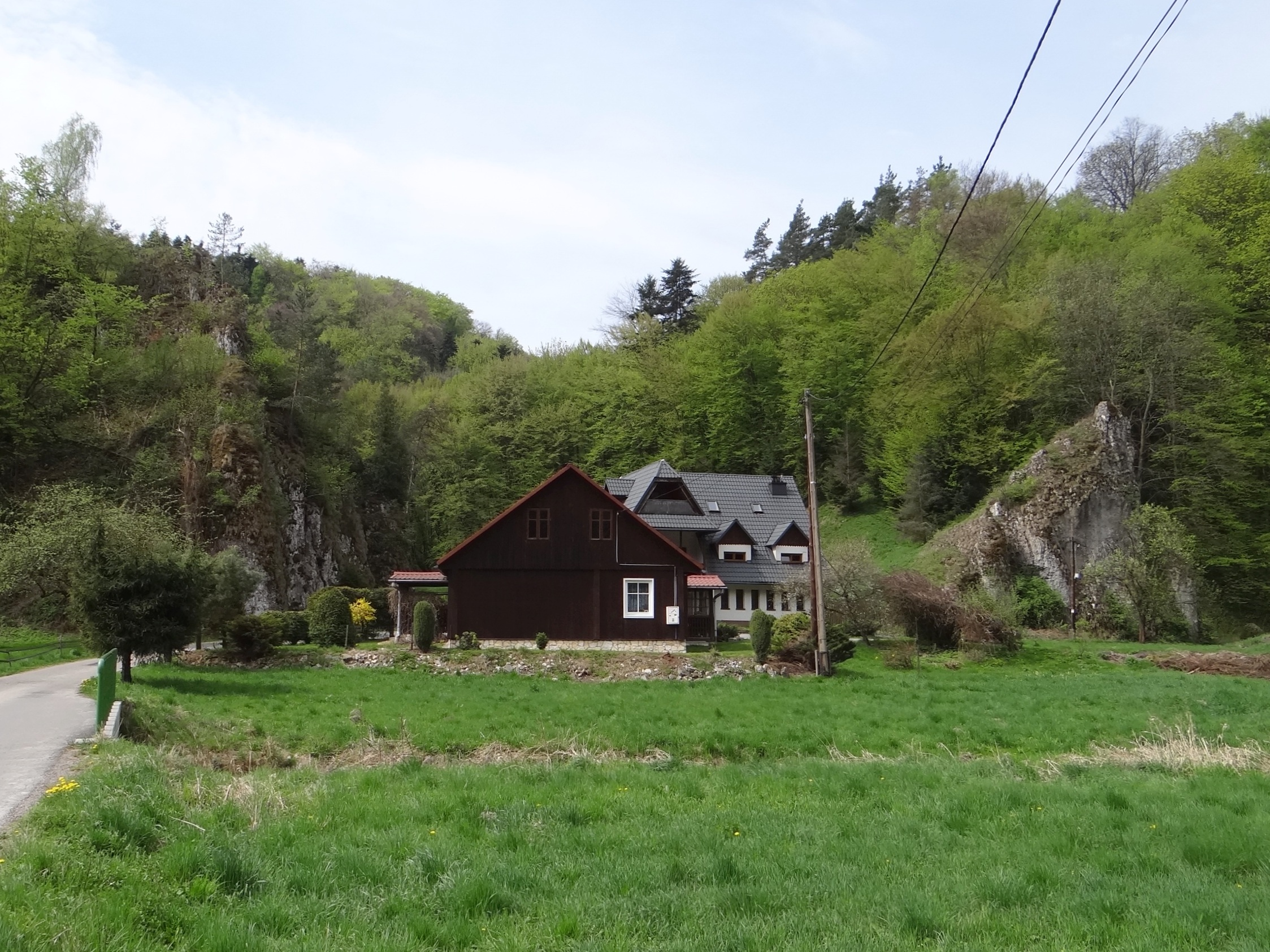
Wylot doliny Korytania. sobótka po lewej stronie

Sobótka – skała w prawych zboczach Doliny Prądnika w Ojcowskim Parku Narodowym. Wraz ze skałą Koźniowa tworzą skalną bramę zamykającą wylot wąwozu Korytania do Doliny Prądnika. Sobótka znajduje się po południowej stronie tego wylotu.
Sobótka, podobnie jak inne skały Doliny Prądnika, zbudowana jest z twardych wapieni skalistych pochodzących z późnej jury. Od wschodniej strony jej ściany podcięte zostały przez Prądnik w plejstocenie. Wyżłobił on wówczas w skałach Wyżyny Olkuskiej dolinę o głębokości około 100 m. Podobne procesy zachodziły w bocznych odgałęzieniach doliny Prądnika.
Sobótka to niezbyt duża skała. Znajduje się na terenie prywatnym i jest silnie porośnięta drzewami i krzewami. W wylocie dliny Korytania stoi dom, a u podnóży Sobótki jest jego ogród.

## Szlaki turystyczne
czerwony Szlak Orlich Gniazd, odcinek z Prądnika Korzkiewskiego Doliną Prądnika przez Ojców do Zamku w Pieskowej Skale